# Асия Несоевая
Асия Несоевая (псевдоним) — российский автор фейковых новостей. Получила широкую известность в январе 2025 года после того, как стало известно, что она писала статьи для русскоязычных оппозиционных СМИ и выдумывала факты. После разгоревшегося скандала эти интернет-издания удалили все её статьи.

## Биография
По данным новостного телеграм-канала ВЧК-ОГПУ, Несоевая родилась в январе 2004 года, проживает в Республике Татарстан. Окончила девять классов и отучилась в колледже на преподавателя физкультуры. Занималась фигурным катанием и поступила на заочное отделение в ВУЗ на филологический факультет.
В конце 2021 года впервые занялась журналистской работой. 28 декабря 2021 года Несоевая выложила фото сториз в инстаграме, на котором видны рабочее место в офисе и надпись красным маркером над столом «Я живу эту жизнь, чтобы когда-нибудь работать в „Новой газете“». В феврале 2022 года Несоевая прекратила сотрудничество с сайтом государственного издания и обратилась с предложением сотрудничества в «Idel.Реалии», дочерний проект «Радио Свобода» в Татарстане, однако летом 2023 года «Idel.Реалии» прекратили с ней сотрудничество, о чём само издание сообщило лишь в январе 2025 года.

## Скандал вокруг статей Асии Несоевой
В январе 2025 года разгорелся скандал с участием Асии Несоевой, о чём сообщил политический журналист Олег Кашин во время своего стрима. Как позже выяснилось, в начале января 2025 года отдел фактчека издания «Холод» проверил материал, присланный в редакцию Несоевой, и выяснилось, что в её материале невозможно подтвердить значительную часть истории, а в ответ на просьбу издания предоставить подтверждения Несоевая прислала сфальсифицированные доказательства, и в конечном итоге ей отказали в публикации.
Несоевая была неоднократно номинирована на журналистскую премию «Редколлегия» и, по данным телеграм-канала «Осторожно, новости», в 2024 году проходила обучение в школе независимой журналистики «Искра», что добавляло уверенности в подлинности её текста.
На основе информации, предоставленной самой Несоевой, её материалы в своё время публиковали следующие СМИ:
- «Idel.Реалии» (22 материала)
- «Новая вкладка» (1 материал)
- «Новая газета» (1 материал)
- «Важные истории» (1 материал)
- «Новая газета Европа» (2 материала)
- «Meduza» (1 материал)
- «Холод» (2 материала)
- «Дискурс» (1 материал)
- «Такие дела» (1 материал)
- «Осторожно, медиа» (1 материал)
- «Новая газета. Балтия» (1 материал)

После разгоревшегося скандала часть из вышеперечисленных интернет-изданий начали удалять статьи Несоевой.

### Реакция

#### Реакция изданий
- Издание «Холод» удалило статью под названием «Мама, не звони командирам и не ищи их номера», опубликованную 17 декабря 2024 года в связи с дополнительной проверкой изложенных в нём фактов[5].
- Телеграм-канал «Осторожно, новости» опубликовал подробный пост главного редактора с извинениями за недостаточную проверку фактов[6].
- Издание «Дискурс» добавило дисклеймер к статье Асии Несоевой под названием «Стигийское болото. Как жена ищет без вести пропавшего мобилизованного мужа после его смерти», опубликованной 18 июля 2024 года[7]. В дисклеймере говорится следующее:

Спустя полгода после выхода этого текста наши коллеги из изданий «Холод» и «Говорит НеМосква» выяснили, что авторка материала обманывала другие редакции и фабриковала факты в своих публикациях. В ходе работы над материалом редакторы самиздата проводили фактчекинг ключевых деталей, однако в свете выяснившихся событий, а также обнаруженных в тексте заимствований, мы не можем гарантировать полную точность изложенного ниже.

- Издание «Meduza» удалило со своего сайта репортаж, посвящённый похоронам погибшего на войне в Украине жителя Татарстана, опубликованный 25 июня 2024 года[8]. Вместо этого, написано следующее:

Дорогие читатели! По этой ссылке находился репортаж, посвященный похоронам погибшего на войне в Украине жителя Татарстана, опубликованный 25 июня 2024 года. В январе 2025-го мы удалили его, потому что сомневаемся в его достоверности. Мы приносим извинения всем, кого этот материал мог ввести в заблуждение.

- Издание «Новая газета. Балтия» удалило со своего сайта сюжет под названием «В августе планировали отмечать день рождения дочки, выбрали торт и шарики», опубликованный 15 августа 2024 года после начала наступления Вооруженных сил Украины на территории Курской области[9]. Вместо этого по ссылке на эту статью написано следующее:

По этой ссылке находился материал о родственниках и знакомых пропавших жителей Суджи. Позже у нас возникли сомнения в достоверности материала и компетенциях автора. В январе 2025-го редакция приняла решение удалить текст. Мы приносим извинения читателям.

- «Новая вкладка» в своём телеграм-канале выпустила заявление о том, что опубликованный у них материал «прошёл несколько этапов редактуры и достаточный фактчек»[10].
- «Важные истории» в своём телеграм-канале опубликовали пост, в котором заверили читателей, что информация из опубликованной у них заметки Несоевой была «проверяемой и достоверной»[11].

#### Реакция журналистов, политиков и блогеров
- Журналистка, ректор в проекте «Знаки препинания» Олеся Герасименко в своём посте в Твиттере рассказала, что Несоевая «приносила десятки тем, одна охуительнее другой» и сдала «около пяти черновиков», но у редакции был «ворох вопросов и уточнений» к её материалам. Герасименко утверждает, что Несоевая не предоставляла проекту диктофонные записи, документы, видео, фото и реальные фамилии героев материалов, что не позволяло проверить изложенную в её текстах информацию. «В итоге ни один её текст я как редактор к публикации не допустила», — написала Герасименко[источник не указан 51 день].
- Журналист, один из сооснователей издательства «Знаки препинания» Никита Могутин заявил, что Несоевая «придумывала истории и предлагала их СМИ», сумев обмануть «кажется, все независимые медиа», которые опубликовали «порядка 30» её материалов. По его словам, материалы журналистки не прошли «банальную проверку на правдоподобность», потому что они строились «только на источниках, а сторонние специалисты не подтверждали» изложенную информацию, при этом простые задания редакции Несоевая не смогла выполнить[12].
- Бывшая московская мундеп и автор YouTube-канала «Объектив» Анастасия Брюханова заявила, что не взяла на работу Несоевую, поскольку обнаружила «редфлаги» в её резюме и на этапе собеседования, добавив, что её материалы основаны только на источниках и не содержат документальных подтверждений[12].